# The Family Jewels
The Family Jewels este un album de studio de debut al cantautoarei galeze Marina Diamandis, profesional cunoscuta sub numele de Marina and the Diamonds. Acesta a fost lansat pe data de 15 februarie 2010 de către 679 Records și Atlantic Records. Diamandis a colaborat cu producători, inclusiv Pascal Gabriel, Liam Howe, Greg Kurstin, Richard "Biff" Stannard, și Starsmith în timpul înregistrării sale. Eforturile lor a dus la un pop in primul rand indie și new wave, cu teme lirice care Diamandis identifica ca "seducția de comercialism, valorile sociale moderne, familia și sexualitatea feminină."

## Single-uri
„Mowgli's Road” a fost lansat ca primul single a albumului pe data de 13 noiembrie 2009.
„Hollywood”, a fost lansat ca al doilea single al albumului si ca prima lansare majoră a lui Diamandis în 1 februarie 2010. Acesta a ajuns numărul doisprezece pe UK Singles Chart.
„I Am Not a Robot”, a fost lansat ca al treilea single de pe album, în 26 aprilie 2010. Piesa a ajuns pe numărul douăzeci și șase de pe UK Singles Chart.
„Oh No!” a fost lansat ca al patrulea single de pe album pe 2 august 2010 numai în Marea Britanie și Irlanda. Acesta a ajuns pe locul pe treizeci și opt în UK Singles Chart.
„Shampain” a fost lansat ca un al cincelea single al albumului si ultimul în 11 octombrie 2010 numai în Marea Britanie și Irlanda. Acesta a ajuns numărul 141 pe UK Singles Chart.

## Lista pieselor
| The Family Jewels – Standard version |                      |                               |                          |         |  |
| Nr.                                  | Titlu                | Autor(i)                      | Producer(s)              | Lungime |  |
| 1.                                   | „Are You Satisfied?” | Marina Diamandis              | Liam Howe Biffco         | 3:21    |  |
| 2.                                   | „Shampain”           | Diamandis Howe Pascal Gabriel | Gabriel Howe Stannard    | 3:11    |  |
| 3.                                   | „I Am Not a Robot”   | Diamandis                     | Howe                     | 3:35    |  |
| 4.                                   | „Girls”              | Diamandis Howe Gabriel        | Gabriel Howe             | 3:28    |  |
| 5.                                   | „Mowgli's Road”      | Diamandis Howe                | Howe                     | 3:12    |  |
| 6.                                   | „Obsessions”         | Diamandis                     | Howe                     | 3:38    |  |
| 7.                                   | „Hollywood”          | Diamandis                     | Stannard Howes Starsmith | 3:50    |  |
| 8.                                   | „The Outsider”       | Diamandis                     | Howe Diamandis           | 3:17    |  |
| 9.                                   | „Hermit the Frog”    | Diamandis                     | Howe Diamandis           | 3:35    |  |
| 10.                                  | „Oh No!”             | Diamandis Greg Kurstin        | Kurstin                  | 3:02    |  |
| 11.                                  | „Rootless”           | Diamandis Howe Gabriel        | Gabriel Howe             | 3:28    |  |
| 12.                                  | „Numb”               | Diamandis                     | Howe                     | 4:16    |  |
| 13.                                  | „Guilty”             | Diamandis Stannard Howes      | Stannard Howes           | 3:40    |  |

| The Family Jewels – iTunes Store bonus track |                     |           |             |         |  |
| Nr.                                          | Titlu               | Autor(i)  | Producer(s) | Lungime |  |
| 14.                                          | „The Family Jewels” | Diamandis | Diamandis   | 4:05    |  |

| The Family Jewels |                         |           |             |         |  |
| Nr.               | Titlu                   | Autor(i)  | Producer(s) | Lungime |  |
| 14.               | „The Family Jewels”     | Diamandis | Diamandis   | 4:05    |  |
| 15.               | „Seventeen”             | Diamandis | Howe        | 3:05    |  |
| 16.               | „Mowgli's Road” (video) |           |             | 3:02    |  |
| 17.               | „Hollywood” (video)     |           |             | 3:25    |  |

| The Family Jewels |                              |                          |                          |         |  |
| Nr.               | Titlu                        | Autor(i)                 | Producer(s)              | Lungime |  |
| 1.                | „Are You Satisfied?”         | Diamandis                | Howe Stannard Howes      | 3:21    |  |
| 2.                | „Shampain”                   | Diamandis Howe Gabriel   | Gabriel Howe Stannard    | 3:11    |  |
| 3.                | „I Am Not a Robot”           | Diamandis                | Howe                     | 3:35    |  |
| 4.                | „Girls”                      | Diamandis Howe Gabriel   | Gabriel Howe             | 3:28    |  |
| 5.                | „Mowgli's Road”              | Diamandis Howe           | Howe                     | 3:12    |  |
| 6.                | „Obsessions”                 | Diamandis                | Howe                     | 3:38    |  |
| 7.                | „Hollywood” (single version) | Diamandis                | Stannard Howes Starsmith | 3:24    |  |
| 8.                | „The Outsider”               | Diamandis                | Howe Diamandis           | 3:17    |  |
| 9.                | „Guilty”                     | Diamandis Stannard Howes | Stannard Howes           | 3:40    |  |
| 10.               | „Hermit the Frog”            | Diamandis                | Howe Diamandis           | 3:35    |  |
| 11.               | „Oh No!”                     | Diamandis Kurstin        | Kurstin                  | 3:02    |  |
| 12.               | „Seventeen”                  | Diamandis                | Howe                     | 3:05    |  |
| 13.               | „Numb”                       | Diamandis                | Howe                     | 4:16    |  |

| The Family Jewels – iTunes Store US deluxe version (bonus tracks) |                                                        |                        |                  |         |  |
| Nr.                                                               | Titlu                                                  | Autor(i)               | Producer(s)      | Lungime |  |
| 14.                                                               | „Rootless”                                             | Diamandis Howe Gabriel | Gabriel Howe     | 3:28    |  |
| 15.                                                               | „I Am Not a Robot” (Flex'd Rework) (Passion Pit Remix) | Diamandis              | Howe Passion Pit | 4:47    |  |
| 16.                                                               | „Obsessions” (Ocelot Remix)                            | Diamandis              | Howe Ocelot      | 6:26    |  |
| 17.                                                               | „I Am Not a Robot” (Starsmith 24 Carat Remix)          | Diamandis              | Howe Starsmith   | 5:18    |  |
| 18.                                                               | „Hollywood” (video)                                    |                        |                  | 3:25    |  |

## Certificate
| Țara         | Companie | Certificații (vânzări) |
| ------------ | -------- | ---------------------- |
| Irlanda      | IRMA     | 7,500                  |
| Regatul Unit | BPI      | 195,358                |

Note
- reprezintă „disc de aur”;